# Azedine Beschaouch
Azedine Beschaouch (en árabe: عز الدين باش شاوش) nacido el 18 de abril de 1938 en Túnez, es una epigrafista, arqueólogo, historiador y político tunecino especializado en el África romana.

## Biografía
Antiguo interno extranjero de la Escuela Normal Superior de París (1961-1967), profesor de gramática (1967) y miembro extranjero de la Escuela Francesa de Roma (1967-1970), orientó su formación y actividad hacia la protección del patrimonio y se convirtió en director del Instituto Nacional de Patrimonio de Túnez, puesto que ocupó de 1973 a 1982.
Profesor asociado de la Universidad Católica de Lovaina entre 1985 y 1987 y director general de la Biblioteca Nacional de Túnez entre 1985 y 1988, fue corresponsal extranjero de la Academia de Inscripciones y Lenguas Antiguas entre 1986 y 1991 y después director de estudios en la École pratique des hautes études (sección IV). Entre 1988 y 1990 fue presidente de la Fundación Nacional de Traducción, Producción de Textos y Estudios.
Teniente de alcalde de Cartago de 1975 a 1990, facilitó la campaña internacional de la Unesco para salvaguardar la parte antigua de este sitio arqueológico. Gracias a sus competencias dentro del ámbito del patrimonio cultural, se convirtió en el representante personal del director general de la Unesco para la protección de la ciudad camboyana de Angkor después de haber sido director del Comité del Patrimonio Mundial. En 1993 fue elegido secretario permanente del Comité Internacional de Coordinación para la Salvaguardia de los Monumentos de Angkor. Asesor del vice primer ministro de Camboya, está a cargo de las misiones especiales para el patrimonio en Palestina y Bosnia y Herzegovina y es profesor invitado en la Universidad de Montreal.
En el ámbito político fue ministro de Cultura del gobierno tunecino formado el 27 de enero de 2011 por Mohamed Ghannouchi y luego también del de su sucesor, Béji Caïd Essebsi.

## Reconocimientos
Miembro asociado extranjero de la Academia de Inscripciones y Lenguas Antiguas desde 1997, es también miembro y fue presidente del Comité Nacional de la Cultura Tunecina, miembro correspondiente del Instituto Arqueológico Alemán, miembro de la Academia Tunecina de Ciencias, Letras y Artes «Beit al-Hikma» y asesor científico del director general del Centro Internacional de Estudios para la Conservación y la Restauración de los Bienes Culturales. También es miembro de otras sociedades científicas, entre ellas el Comité des travaux historiques et scientifiques francés, la Sociedad de Estudios del Magreb Prehistórico, Antiguo y Medieval, la Sociedad Nacional de Anticuarios de Francia y del equipo editor de L'Année épigraphique. En 2002, ocupó la cátedra Blaise-Pascal en la Escuela Normal Superior y en 2004, la Universidad de Sassari le otorgó el título de doctor honoris causa.
Entre sus distinciones se encuentran, entre muchas, la de Comendador de la Orden de la República Tunecina, Gran Oficial de la Orden del Mérito de Túnez, Oficial y luego Comendador de la Legión de Honor francesa, Oficial de la Orden de las Palmas Académicas, de la Orden de las Artes y las Letras o la medalla de la Academia Francesa.

## Obras
Entre sus obras, se encuentran:
- Mustitana. Recueil des nouvelles inscriptions latines de Mustis, ed. Klincksieck, París, 1968
- Les Ruines de Bulla Regia (en colaboración con Roger Hanoune e Yvon Thébert), ed. École française de Rome, Roma, 1977[10]
- Recherches archéologiques franco-tunisiennes à Bulla Regia. I. Miscellanea (en colaboración con Roger Hanoune, Mustapha Khanoussi, Albéric Olivier e Yvon Thébert), ed. École française de Rome, Roma, 1983[11]
- La légende de Carthage, col. «Découvertes Gallimard / Archéologie» (n.º 172), ed. Gallimard, París, 1993
- Les sodalités africo-romaines, ed. Institut de France, París, 2006
- Confidences de Tunisie [sous la dir. de], ed. Le Cherche Midi, París, 2007[12]
- Deux décennies de coopération archéologique franco-cambodgienne à Angkor [sous la dir. de], ed. De Boccard, París, 2017[13]